# Джорджевич, Димитрие
Димитрие Джорджевич (серб. Димитрије Ђорђевић, 27 февраля 1922, Белград — 5 марта 2009, Санта-Барбара, Калифорния) — сербский историк современной истории Европы, уделявший особое внимание Балканам.

## Биография
Джорджевич родился в Белграде в знатной сербской семье. Когда он был студентом юридического факультета, во время Второй мировой войны немцы вторглись в Югославию, и он присоединился к движению сопротивления Драголюба Михайловича (четникам). Джорджевич был схвачен немцами и заключён в тюрьму, а затем в концентрационный лагерь Маутхаузен-Гузен в Австрии. Он пережил войну, но был заключён в тюрьму уже коммунистическим режимом в Югославии после Второй мировой войны. После того, как он был помилован и освобождён, Джорджевичу в конечном итоге разрешили начать обучение в Белградском университете, где он был учеником Васо Чубриловича (одного из членов «Молодой Боснии», которые замышляли убийство Франца Фердинанда, что привело к началу Первой мировой войны). Джорджевич получил докторскую степень в 1962 году. В 1970 году Джорджевич занял должность профессора истории в Калифорнийском университете в Санта-Барбаре, присоединившись к сильному составу преподавателей европейской истории, включая Йоахима Ремака, Фрэнка Дж. Фроста, Леонарда Марсака, Альфреда Голлина и Ч. Уоррена Холлистера. В 1985 году он был избран членом Сербской академии наук и искусств. Джорджевич — популярный преподаватель и наставник аспирантов Калифорнийского университета в Санта-Барбаре. В 1992 году многие из его бывших студентов внесли свой вклад в его юбилейный сборник под названием «Учёный, патриот, наставник: исторические эссе в честь Димитрие Джорджевича». Выйдя на пенсию, Джорджевич опубликовал автобиографию «Шрамы и память: четыре жизни в одной жизни» (англ. Scars and Memory: Four Lives in One Lifetime), в которой описал свой опыт во время Второй мировой войны и послевоенный опыт. Профессор Джорджевич умер в Санта-Барбаре 5 марта 2009 года.

## Публикации
- Dimitrije Đorđević, The Growth of Serbia to the Adriatic Sea and the Conference of Ambassadors, 1912 (Belgrade, 1956).  (серб.)
- Dimitrije Đorđević, Austro-Serbian Conflict over the Novibazar Railway Project (Belgrade, 1957).  (серб.)
- Dimitrije Đorđević (with Jopjo Tadić), The Customs War Between Austria-Hungary and Serbia (Belgrade, 1962).  (серб.)
- Dimitrije Đorđević, Milovan Milovanović (Belgrade, 1962).  (серб.)
- Dimitrije Đorđević, The National Revolutions of the Balkan Peoples (Belgrade, 1965).  (фр.)
- Dimitrije Đorđević, History of Serbia, 1900-1918 (Thessalonika, 1970).  (греч.)
- Dimitrije Đorđević, The Creation of Yugoslavia (Santa Barbara, 1980).
- Dimitrije Đorđević, (with Stephen Fischer-Galati), The Balkan Revolutionary Tradition (NY, 1981).
- Dimitrije Đorđević, (co-edited with Bela K. Kiraly), East Central European Society and the Balkan Wars (NY, 1987).
- Dimitrije Đorđević, Scars and Memory: Four Lives in One Lifetime (NY, 1994).